# 2492 Kutuzov
2492 Kutuzov è un asteroide della fascia principale del diametro medio di circa 23,39 km. Scoperto nel 1977, presenta un'orbita caratterizzata da un semiasse maggiore pari a 3,1881652 UA e da un'eccentricità di 0,1428577, inclinata di 0,83436° rispetto all'eclittica.
Fa parte della famiglia di asteroidi Temi.
L'asteroide è dedicato al generale russo Michail Illarionovič Kutuzov.